# Роквил (Минесота)
Роквил (енгл. Rockville) град је у америчкој савезној држави Минесота.

## Демографија
По попису из 2010. године број становника је 2.448, што је 1.699 (226,8%) становника више него 2000. године.
| Група             | 2000.       | 2010.         |
| Белци             | 683 (91,2%) | 2.194 (89,6%) |
| Афроамериканци    | 10 (1,3%)   | 7 (0,3%)      |
| Азијати           | 0 (0,0%)    | 6 (0,2%)      |
| Хиспаноамериканци | 49 (6,5%)   | 227 (9,3%)    |
| Укупно            | 749         | 2.448         |